# LRT Plius
 LRT Plius, do 28 lipca 2012 LTV2 i do 1 października 2018 LRT Kultūra – kanał litewskiej telewizji publicznej LRT, uruchomiony 16 lutego 2003 roku jako LTV2.

## Logo
Do 2012 r.
Logiem ówczesnego LTV2 była biała cyfra 2 w niebieskim kwadracie. Na ekranie telewizyjnym cyfra ta była przezroczysta, na tle białego kwadratu, umieszczona po prawej, górnej stronie ekranu.
Do 2018 r.
Obecnym logiem LRT Kultūra jest biały napis „LRT” powyżej i „KULTŪRA” poniżej, w różowo-białym, pół-widocznym, nieregularnym (z zaokrąglonymi dwoma przeciwległymi kątami), przechylonym w prawą stronę kwadracie.